# محمدآباد (درمیان)
محمدآباد روستایی در دهستان طبس مسینا بخش گزیک شهرستان درمیان استان خراسان جنوبی ایران است. بر پایه سرشماری عمومی نفوس و مسکن در سال ۱۳۹۰ جمعیت این روستا ۶۵۷ نفر (در ۱۴۲ خانوار) بوده‌است.